# Луховицы (станция)
Лухови́цы — узловая железнодорожная станция Рязанского направления Московской железной дороги в одноимённом городе одноимённого городского округа Московской области. Входит в Рязанский центр организации работы железнодорожных станций ДЦС-2 Московской дирекции управления движением. По основному характеру работы является грузовой, по объёму работы отнесена к 3 классу.
Является узловой: от станции начинается однопутное неэлектрифицированное ответвление Луховицы — Зарайск только с грузовым движением (пассажирское прекращено в 1960-х годах).
Остановочный пункт для всех электропоездов, в том числе экспрессов Москва — Рязань. На станции расположено вокзальное здание и две низкие пассажирские платформы (1 боковая, 1 островная). Турникетами не оборудована.
Станция осуществляет операции с грузовыми вагонами.

## Пассажирское движение
На станции останавливаются электропоезда, следующие в Голутвин, Москву (Казанский вокзал), Рязань I и Рязань II, а также фирменные экспрессы Москва — Рязань . С 11 декабря 2016 года станция стала конечной для электропоезда Москва — Луховицы. Поезда дальнего следования на станции не останавливаются.

## Грузовое движение
Выполняются технические операции по приёму, отправлению, обгону, скрещению и пропуску грузовых и пассажирских поездов, маневровые операции по прицепке/отцепке вагонов к сборным поездам, грузовое вывозное движение на станцию Зарайск.